# Saison 5 de Justified
Chronologie
Saison 4 Saison 6
Cet article présente la cinquième saison de la série télévisée américaine Justified.

## Synopsis
Le marshal Ryans Givens est confronté aux Crowe, une famille de hors-la-loi de la Floride qui a la ferme intention de s'établir à Harlan -  Pendant ce temps, Boyd Crowder tente de libérer sa fiancée, Ava en s'associant avec Wynn Duffy de la mafia sudiste

## Généralités
En France, la chaine M6 a diffusé la saison 5 inédite à compter du jeudi 3 novembre 2016 avec un épisode par soir puis à partir des jeudis suivants avec deux épisodes par soir.

## Distribution

### Acteurs principaux
- Timothy Olyphant (VF : Jean-Pierre Michaël) : Raylan Givens (en)
- Nick Searcy (VF : Alain Choquet) : Art Mullen
- Joelle Carter (VF : Virginie Kartner) : Ava Crowder
- Jacob Pitts (VF : Olivier Chauvel) : Tim Gutterson
- Erica Tazel (VF : Anaïs Navarro) : Rachel Brooks
- Walton Goggins (VF : Mathias Kozlowski) : Boyd Crowder
- Jere Burns (VF : Nicolas Marié) : Wynn Duffy

### Acteurs récurrents
- Natalie Zea (VF : Amandine Pommier) : Winona Givens
- Damon Herriman (VF : Vincent Barazzoni) : Dewey Crowe
- Michael Rapaport (VF : Ludovic Baugin) : Darryl Crowe Jr.

## Liste des épisodes
1. Famille, je vous hais (A Murder of Crowes)
2. Y a plus de jeunesse (The Kids Aren't All Right)
3. Un cousin qui vous veut du bien (Good Intentions)
4. Cadavre baladeur (Over the Mountain)
5. La Gâchette facile (Shot All to Hell)
6. Plan B (Kill the Messenger)
7. Attrape moi si tu peux (Raw Deal)
8. Le Convoi de l'extrême (Whistle Past the Graveyard)
9. On peut toujours rêver (Wrong Roads)
10. Envers et contre tous (Weight)
11. Le Tout pour le tout (The Toll)
12. Pris à la gorge (Starvation)
13. Un dernier pour la route (Restitution)